# Oscar Chelimo
Oscar Chelimo (12 dicembre 2001) è un mezzofondista ugandese.

## Biografia
È il fratello di Jacob Kiplimo, nato un anno prima. Tesserato per una società italiana, il suo primato sui 5000 metri è stato stabilito al Campo Sportivo Putti di Bergamo, il 12 maggio 2021.

## Palmarès
| Anno | Manifestazione          | Sede         | Evento       | Risultato | Prestazione | Note                                     |
| ---- | ----------------------- | ------------ | ------------ | --------- | ----------- | ---------------------------------------- |
| 2017 | Mondiali U18            | Nairobi      | 3000 m piani | 5º        | 8'17"57     |                                          |
| 2018 | Mondiali U20            | Tampere      | 5000 m piani | 7º        | 14'00"68    |                                          |
| 2018 | Panafricani giovanili   | Algeri       | 3000 m piani | Argento   | 8'00"72     |                                          |
| 2018 | Olimpiadi giovanili     | Buenos Aires | Cross        | Bronzo    | 11'28"      |                                          |
| 2019 | Mondiali di cross       | Aarhus       | Corsa U20    | Bronzo    | 23'55"      |                                          |
| 2019 | Mondiali di cross       | Aarhus       | A squadre    | Argento   | 32 p.       |                                          |
| 2019 | Giochi panafricani      | Rabat        | 5000 m piani | 5º        | 13'32"96    |                                          |
| 2019 | Campionati africani U20 | Abidjan      | 5000 m piani | 6º        | 13'54"88    |                                          |
| 2021 | Giochi olimpici         | Tokyo        | 5000 m piani | 16º       | 13'44"45    |                                          |
| 2022 | Mondiali                | Eugene       | 5000 m piani | Bronzo    | 13'10"20    | Miglior prestazione personale stagionale |
| 2023 | Mondiali                | Budapest     | 5000 m piani | Finale    | dnf         |                                          |
| 2024 | Giochi olimpici         | Parigi       | 5000 m piani | 20º       | 13'31"56    |                                          |

## Altre competizioni internazionali
2018
- Bronzo alla BOclassic ( Bolzano) - 28'50"

2019
- 16º al Golden Gala Pietro Mennea ( Roma), 5000 m piani - 13'20"10
- 4º al Giro podistico internazionale di Castelbuono ( Castelbuono)

2020
- Oro alla BOclassic ( Bolzano), 5 km - 13'17"

2022
- 7º al Memorial Van Damme ( Bruxelles), 5000 m piani - 13'00"42
- 7º alla Cinque Mulini ( San Vittore Olona) - 29'05"
- Oro alla BOclassic ( Bolzano), 10 km - 28'14"

2023
- 4º al Campaccio ( San Giorgio su Legnano) - 28'52"
- Oro al Cross di Alà dei Sardi ( Alà dei Sardi)
- Bronzo al Cross Internacional de San Sebastián ( San Sebastián) - 26'34"

2024
- 10º ai Bislett Games ( Oslo), 5000 m piani - 12'54"59
- Argento al Campaccio ( San Giorgio su Legnano) - 29'22"
- Argento al Cross das Amendoeiras em Flor ( Albufeira) - 27'19"
- Argento al Cross de Atapuerca ( Atapuerca) - 25'39"
- 5º alla BOclassic ( Bolzano) - 28'43"

2025
- Bronzo al Campaccio ( San Giorgio su Legnano) - 32'09"
- 4º al Cross das Amendoeiras em Flor ( Albufeira) - 27'44"